# Torreblascopedro
Torreblascopedro és un municipi de la província de Jaén (Espanya), emmarcat dintre de la Comunitat Autònoma d'Andalusia.
La seva població segons l'INE en l'any 2005 era de 2.866 persones. El municipi comprèn les dues entitats locals anomenades Torreblascopedro i Campillo del Río, separades aproximadament a 10 km.
El nucli de població més influent sobre Torreblascopedro és Linares, situat a 12 km al nord. L'ens local Torreblascopedro és conegut entre els seus habitants i els de les poblacions confrontants com "La Torre", per aquest motiu el gentilici sigui torreño. Això mateix ocorre en la població de Torreperogil, també anomenada "La Torre" pels seus veïns i pobles de la seva comarca.